# Bassan
Bassan település Franciaországban, Hérault megyében. Lakosainak száma 2353 fő (2022. január 1.). Bassan Béziers, Boujan-sur-Libron, Espondeilhan, Lieuran-lès-Béziers és Servian községekkel határos.

## Népesség
A település népességének változása:
| Lakosok száma | 735  | 1097 | 1353 | 1537 | 1827 | 2003 | 2112 | 2155 | 2221 | 2353 |
|               | 1968 | 1982 | 1990 | 2006 | 2013 | 2015 | 2017 | 2019 | 2020 | 2022 |